# Phil Lesh and Friends

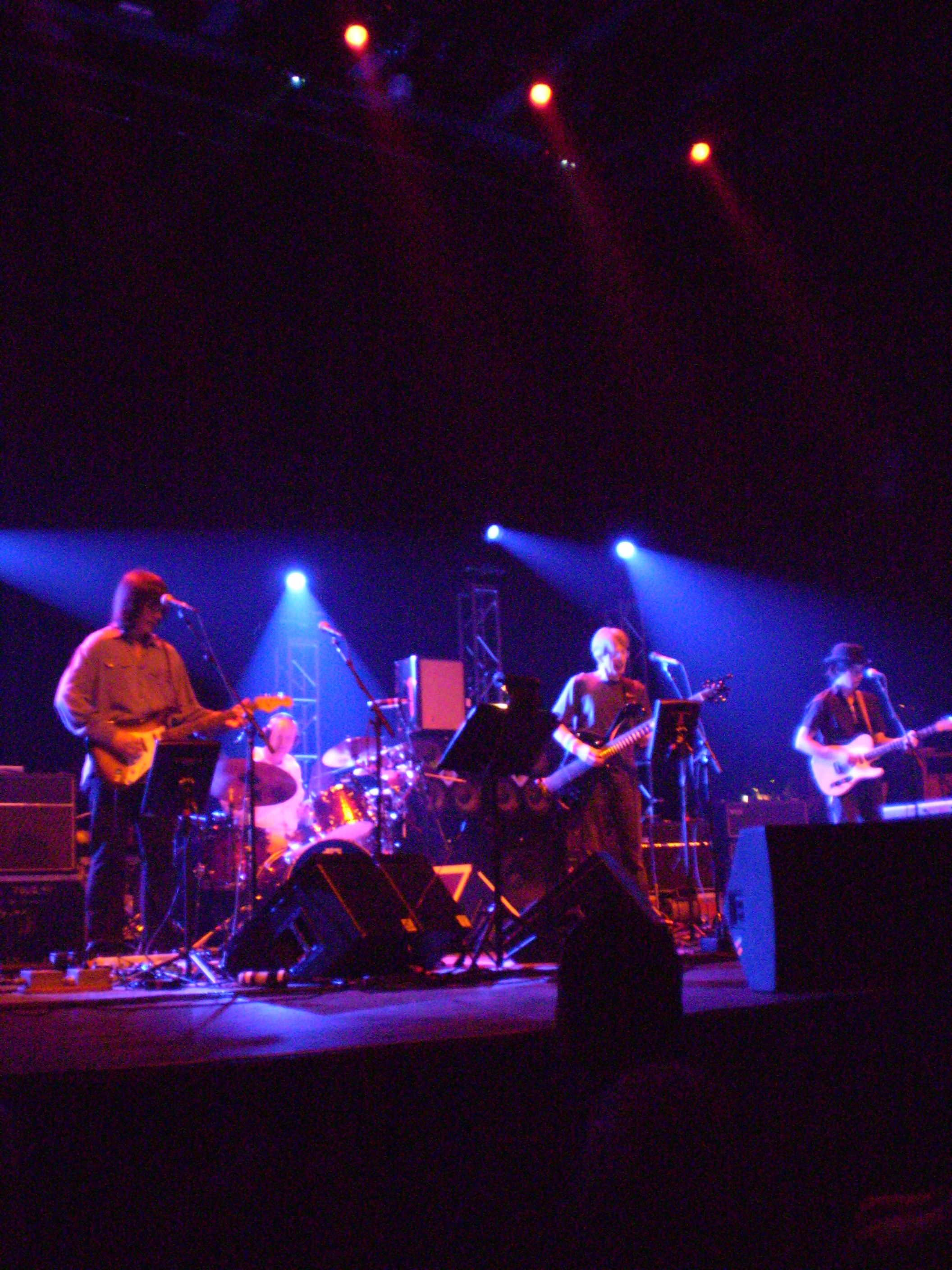
Phil and Friends sur scène en 2009.

Phil Lesh and Friends est un groupe de Rock américain formé et dirigé par Phil Lesh, bassiste de Grateful Dead. Les autres musiciens du groupe viennent d'autres groupes comme Phish, Little Feat, et du Zen Tricksters.
De septembre de 2000 à décembre 2003, les musiciens qui jouent le plus souvent ensemble dans Phil Lesh and Friends jouaient dans le groupe Phil Lesh Quintet (PLQ ou juste « le Q » ) Il s’agissait de Phil Lesh, Warren Haynes (guitare et chant ; jouant aussi avec Gov't Mule et le Allman Brothers Band), Jimmy Herring (guitare ; jouant aussi avec The Dead, Allman Brothers Band, Aquarium Rescue Unit, et Widespread Panic), Rob Barraco (claviers ; jouant aussi avec The Zen Tricksters) et John Molo (batterie ; jouant aussi avec Bruce Hornsby and the Range, The Other Ones, Modereko, Keller Williams, David Nelson Band, Jemimah Puddleduck, et John Fogerty).
Cette formation a sorti l’album There and Back Again en 2002. Elle a inclus plusieurs nouvelles chansons de Phil Lesh et Robert Hunter, des standards de Jerry Garcia et Robert Hunter, et plusieurs contributions originales de Warren Haynes, Rob Barraco et Jimmy Herring.

## Discographie
- Love Will See You Through (1999)
- There and Back Again (2002)
- Live at the Warfield (2006)